# 圣迈克桑莱科勒
圣迈克桑莱科勒（法語：Saint-Maixent-l'École，法語發音：[sɛ̃ mɛksɑ̃ lekɔl]），法国西部城市，新阿基坦大区德塞夫勒省的一个市镇，隶属于尼奥尔区，其市镇面积为5.22平方公里，2022年1月1日时人口数量为7,433人，在法国城市中排名第1,471位。
圣迈克桑莱科勒位于德塞夫勒省中南部，尼奥尔塞夫尔河右岸，是一个区域性的中心城市，圣伯努瓦—拉罗谢尔铁路和多条公路在此交汇。圣迈克桑莱科勒因驻扎于此的法国国立现役士官学校而闻名。

## 地名来源
根据当地旅游局官方网站的论述，“Saint-Maixent”一名出自公元五世纪末的天主教圣人普瓦图的迈克桑；“-l'École”这一后缀则自1926年起成为当地官方名称的一部分。

## 历史

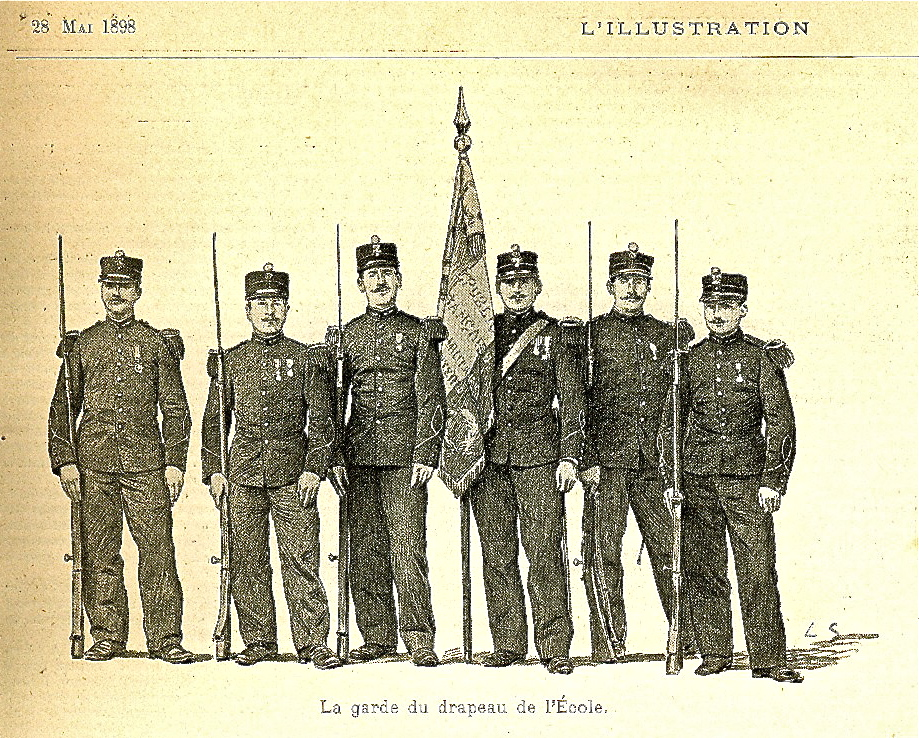
19世纪末圣迈克桑军校的国旗队

根据当地旅游局官方网站的论述，圣迈克桑莱科勒始建于公元5世纪，道士Agapit于公元459年在此地创建了一处修道院，该院后为纪念迈克桑而以其命名。公元7世纪末，圣迈克桑的圣莱热教堂建成。11世纪时，圣迈克桑境内出现了皮革加工作坊。13世纪，圣迈克桑领主在此兴建防御城堡。16世纪末，圣迈克桑的纺织业得到发展，当地出现了多处文艺复兴风格的贵族宅邸，法兰西王后凯瑟琳·德·美第奇及大臣叙利公爵马克西米利安·德·贝蒂纳曾游访于当地的巴利济宫（hôtel Balizy）。法国大革命后，圣迈克桑成为德塞夫勒省的一个市镇，并在1790至1795年间为该省的一个地区行署。工业革命期间，途径圣迈克桑的圣伯努瓦—拉罗谢尔铁路建成通车。1878年，法国步兵114团迁至圣迈克桑，1881年，该团附近被扩建成为一所军事学校，后于1963年改建成为国立现役士官学校，原步兵114团则于1997年被解散。

## 地理

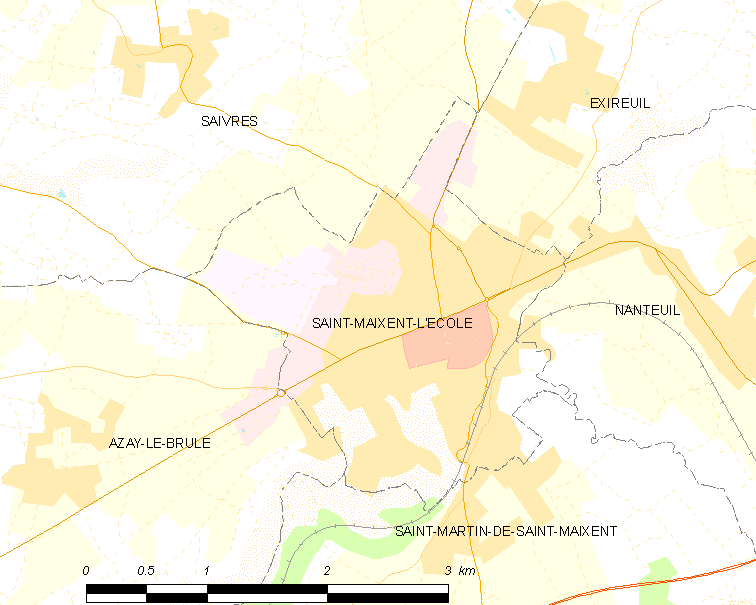
圣迈克桑莱科勒市镇范围地图

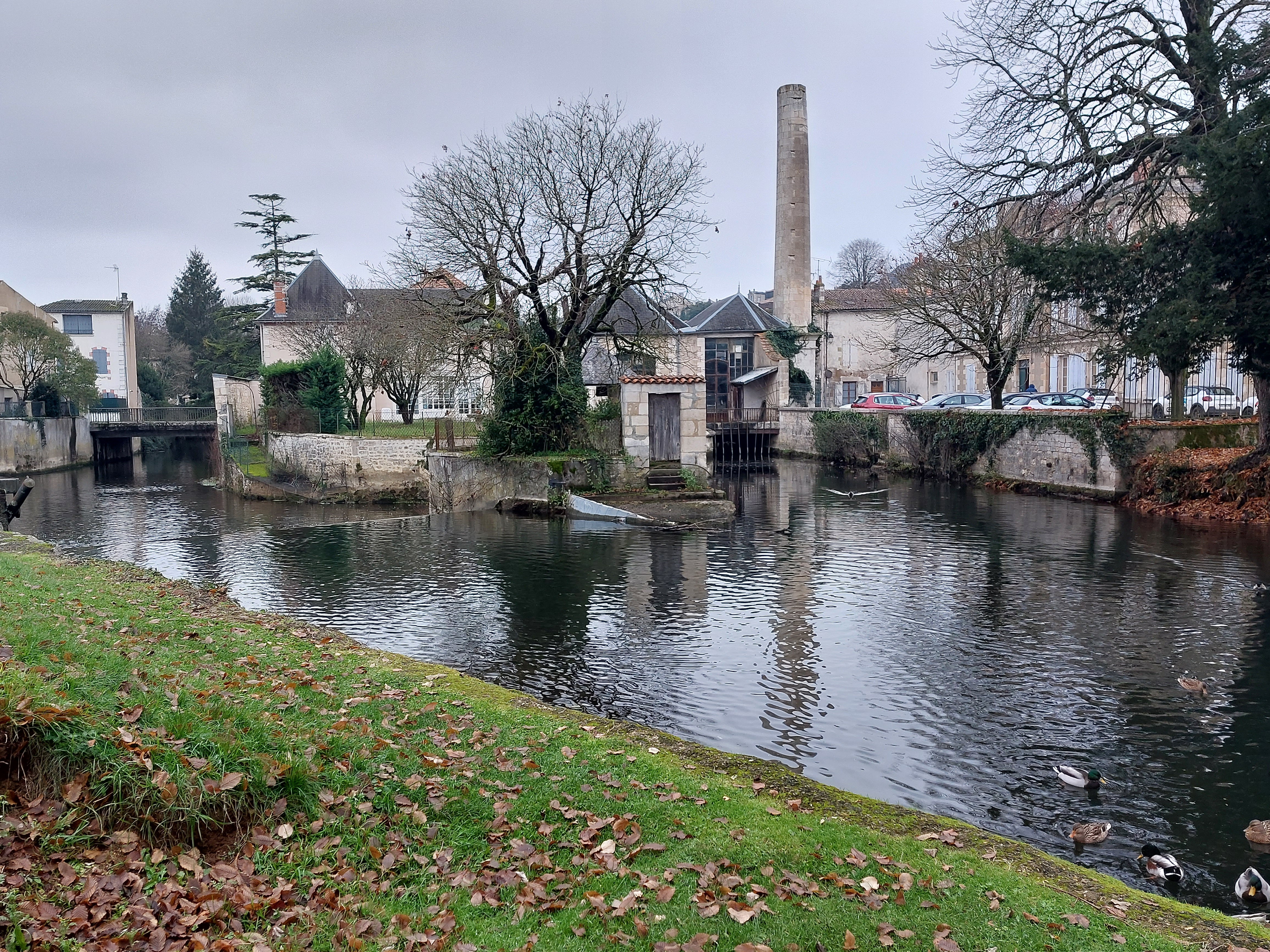
圣迈克桑莱科勒镇中心的尼奥尔塞夫尔河

圣迈克桑莱科勒位于法国西部，新阿基坦大区北部和德塞夫勒省中南部偏东，距离省会尼奥尔大约25公里。与圣迈克桑莱科勒接壤的市镇包括：赛夫尔、埃克西勒伊、阿宰勒布吕莱、楠特伊和圣马丹德圣迈克桑。

### 地形
圣迈克桑莱科勒位于普瓦图加蒂讷地区南部，境内以浅丘为主，市镇中心位于尼奥尔塞夫尔河右岸的一处高地上，临河的部分区域（特别是市区下游段）有较为明显的高差，全境海拔在52到115米之间。

### 水文
圣迈克桑莱科勒位于尼奥尔塞夫尔河流域范围内，该河自东向西南流经市区，最终独立注入大西洋。

### 植被
圣迈克桑莱科勒属于温带阔叶混交林区，林地多分布于河流附近，谢尼欧公园（Parc Chaigneux）是当地主要的城市绿地。
在鲜花城市的评比中，圣迈克桑莱科勒被评为2星级鲜花城市。

### 气候
圣迈克桑莱科勒在柯本气候分类法中属于温带海洋性气候（Cfb）。
距离圣迈克桑莱科勒最近的常年气象站位于圣乔治德努瓦内境内，以下为该气象站的数据（其中日照数据取自尼奥尔气象站）：
| 圣乔治德努瓦内 1981年－2019年 | 圣乔治德努瓦内 1981年－2019年 | 圣乔治德努瓦内 1981年－2019年 | 圣乔治德努瓦内 1981年－2019年 | 圣乔治德努瓦内 1981年－2019年 | 圣乔治德努瓦内 1981年－2019年 | 圣乔治德努瓦内 1981年－2019年 | 圣乔治德努瓦内 1981年－2019年 | 圣乔治德努瓦内 1981年－2019年 | 圣乔治德努瓦内 1981年－2019年 | 圣乔治德努瓦内 1981年－2019年 | 圣乔治德努瓦内 1981年－2019年 | 圣乔治德努瓦内 1981年－2019年 | 圣乔治德努瓦内 1981年－2019年 |
| 月份                          | 1月                           | 2月                           | 3月                           | 4月                           | 5月                           | 6月                           | 7月                           | 8月                           | 9月                           | 10月                          | 11月                          | 12月                          | 全年                          |
| ----------------------------- | ----------------------------- | ----------------------------- | ----------------------------- | ----------------------------- | ----------------------------- | ----------------------------- | ----------------------------- | ----------------------------- | ----------------------------- | ----------------------------- | ----------------------------- | ----------------------------- | ----------------------------- |
| 历史最高温 °C（°F）           | 17.2 (63.0)                   | 22.4 (72.3)                   | 25.8 (78.4)                   | 29.4 (84.9)                   | 33.4 (92.1)                   | 37.5 (99.5)                   | 38.4 (101.1)                  | 40.4 (104.7)                  | 34.2 (93.6)                   | 30.3 (86.5)                   | 22.6 (72.7)                   | 19 (66)                       | 40.4 (104.7)                  |
| 平均高温 °C（°F）             | 8.4 (47.1)                    | 10.1 (50.2)                   | 13.6 (56.5)                   | 16.6 (61.9)                   | 20.5 (68.9)                   | 24.7 (76.5)                   | 26.1 (79.0)                   | 26.6 (79.9)                   | 22.9 (73.2)                   | 18.3 (64.9)                   | 11.9 (53.4)                   | 8.3 (46.9)                    | 17.3 (63.1)                   |
| 日均气温 °C（°F）             | 5.4 (41.7)                    | 6.3 (43.3)                    | 9 (48)                        | 11.5 (52.7)                   | 15.3 (59.5)                   | 18.9 (66.0)                   | 20.2 (68.4)                   | 20.5 (68.9)                   | 17.2 (63.0)                   | 13.9 (57.0)                   | 8.4 (47.1)                    | 5.3 (41.5)                    | 12.7 (54.9)                   |
| 平均低温 °C（°F）             | 2.4 (36.3)                    | 2.4 (36.3)                    | 4.4 (39.9)                    | 6.5 (43.7)                    | 10.1 (50.2)                   | 13.1 (55.6)                   | 14.3 (57.7)                   | 14.4 (57.9)                   | 11.5 (52.7)                   | 9.4 (48.9)                    | 5 (41)                        | 2.4 (36.3)                    | 8 (46)                        |
| 历史最低温 °C（°F）           | −10 (14)                      | −9.1 (15.6)                   | −10 (14)                      | −3.2 (26.2)                   | 0.3 (32.5)                    | 5.9 (42.6)                    | 6.3 (43.3)                    | 6.9 (44.4)                    | 3.5 (38.3)                    | −1.4 (29.5)                   | −6.3 (20.7)                   | −9.8 (14.4)                   | −10 (14)                      |
| 平均降水量 mm（）             | 89.2 (3.51)                   | 68.4 (2.69)                   | 72 (2.8)                      | 69 (2.7)                      | 71.4 (2.81)                   | 54.2 (2.13)                   | 62.9 (2.48)                   | 49.8 (1.96)                   | 60.3 (2.37)                   | 100.7 (3.96)                  | 114.8 (4.52)                  | 106 (4.2)                     | 918.7 (36.17)                 |
| 月均日照時數                  | 78                            | 106                           | 157.7                         | 180.1                         | 215                           | 243.2                         | 251                           | 247.5                         | 203.2                         | 133                           | 90.2                          | 75.4                          | 1,980.3                       |
| 来源：infoclimat              |                               |                               |                               |                               |                               |                               |                               |                               |                               |                               |                               |                               |                               |

## 行政区划
圣迈克桑莱科勒的市镇编号为79270，邮政编号为79400。
在行政管理方面，圣迈克桑莱科勒隶属于法国新阿基坦大区德塞夫勒省尼奥尔区；在地方选举方面，圣迈克桑莱科勒是圣迈克桑莱科勒县的中央投票站所在地，其市镇范围全境被划入德塞夫勒省第二选区；在社会管理方面，圣迈克桑莱科勒是上塞夫尔河谷市镇公共社区的办公驻地。
截至2023年11月，圣迈克桑莱科勒市镇范围内暂无任何城市敏感街区及城市政策优先街区。
法国国家统计与经济研究所（简称）在进行数据统计时，将圣迈克桑莱科勒及相邻的另外3个市镇设为圣迈克桑莱科勒城市核心区及圣迈克桑莱科勒城市区。自2020年起，圣迈克桑莱科勒城市区被相同范围的圣迈克桑莱科勒城市辐射区代替。此外，还将圣迈克桑莱科勒市镇分为了4个“块区”（IRIS），以便于统计人口分布情况。

## 交通

### 公路
德塞夫勒省省道D6线、D24线、D121线、D611线和D938线在圣迈克桑莱科勒境内交汇。新阿基坦大区下属的德塞夫勒省城际客运109线和147线途经圣迈克桑莱科勒，可通往帕尔特奈及尼奥尔。
| 31 | 11 |

| 尼奥尔 | 26 |

| 帕尔特奈 | 30 |

| 梅勒 | 25 |

2020年，64.5%的圣迈克桑莱科勒家庭拥有至少一辆私人汽车。2021年，圣迈克桑莱科勒境内共发生各类交通事故5起，造成1人遇难，4人重伤。

### 铁路

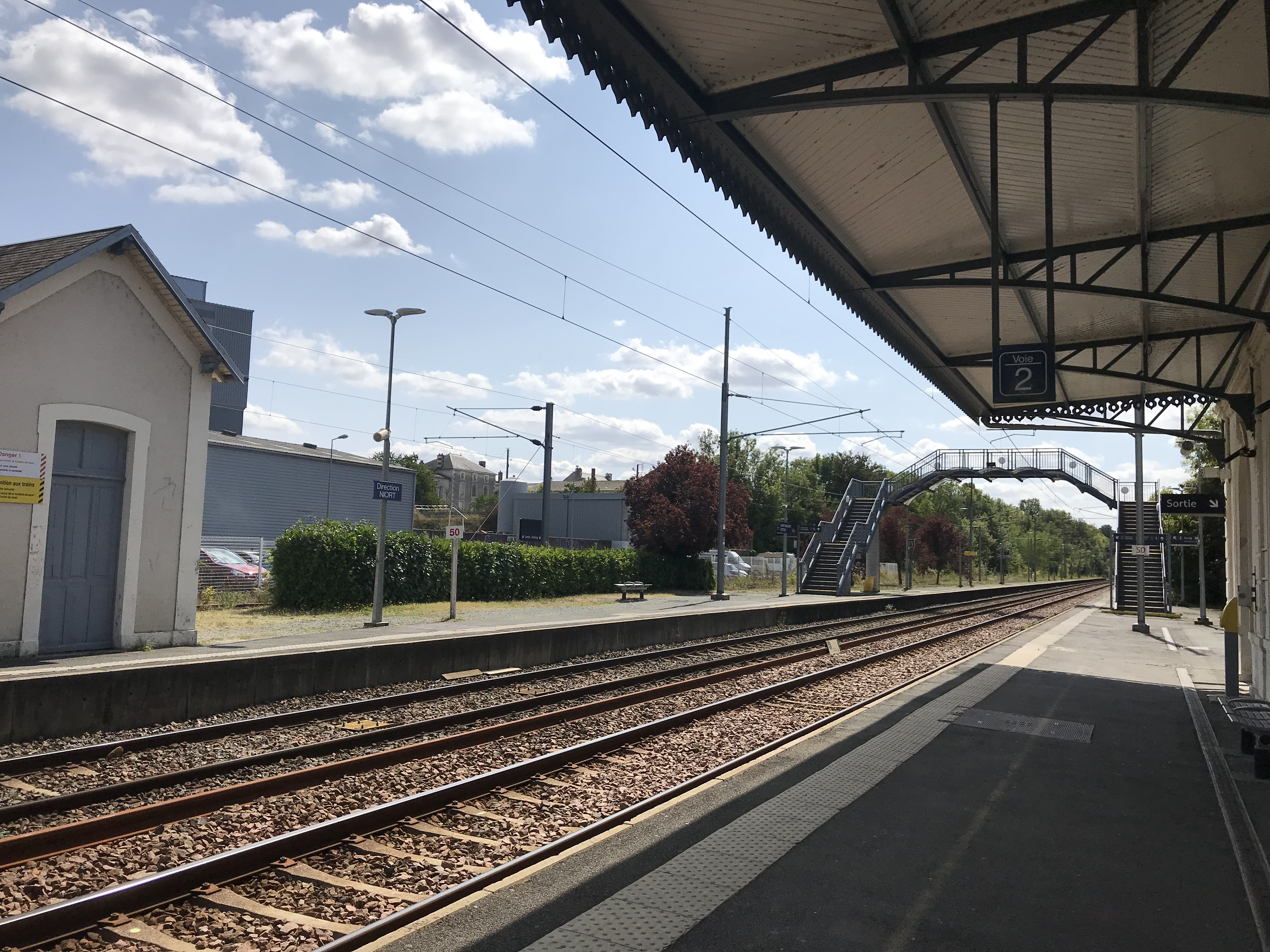
圣迈克桑站内的股道

圣迈克桑莱科勒位于圣伯努瓦—拉罗谢尔铁路上。圣迈克桑站位于市区南部，每天停靠一至两班往返于巴黎和拉罗谢尔之间的高速列车，以及十余班往返于普瓦捷和拉罗谢尔一线的区域列车。

### 航空
距离圣迈克桑莱科勒最近的民用航空站为52公里外的普瓦捷机场。

### 城市公共交通
圣迈克桑莱科勒市政府提供商业名称为“Le fil”的城市公共交通系统，免费向公众开放。截至2023年11月，该系统共包括一条公交线路，路网覆盖了圣迈克桑莱科勒市区内的主要街道和居民区。

## 政治

### 市政内阁

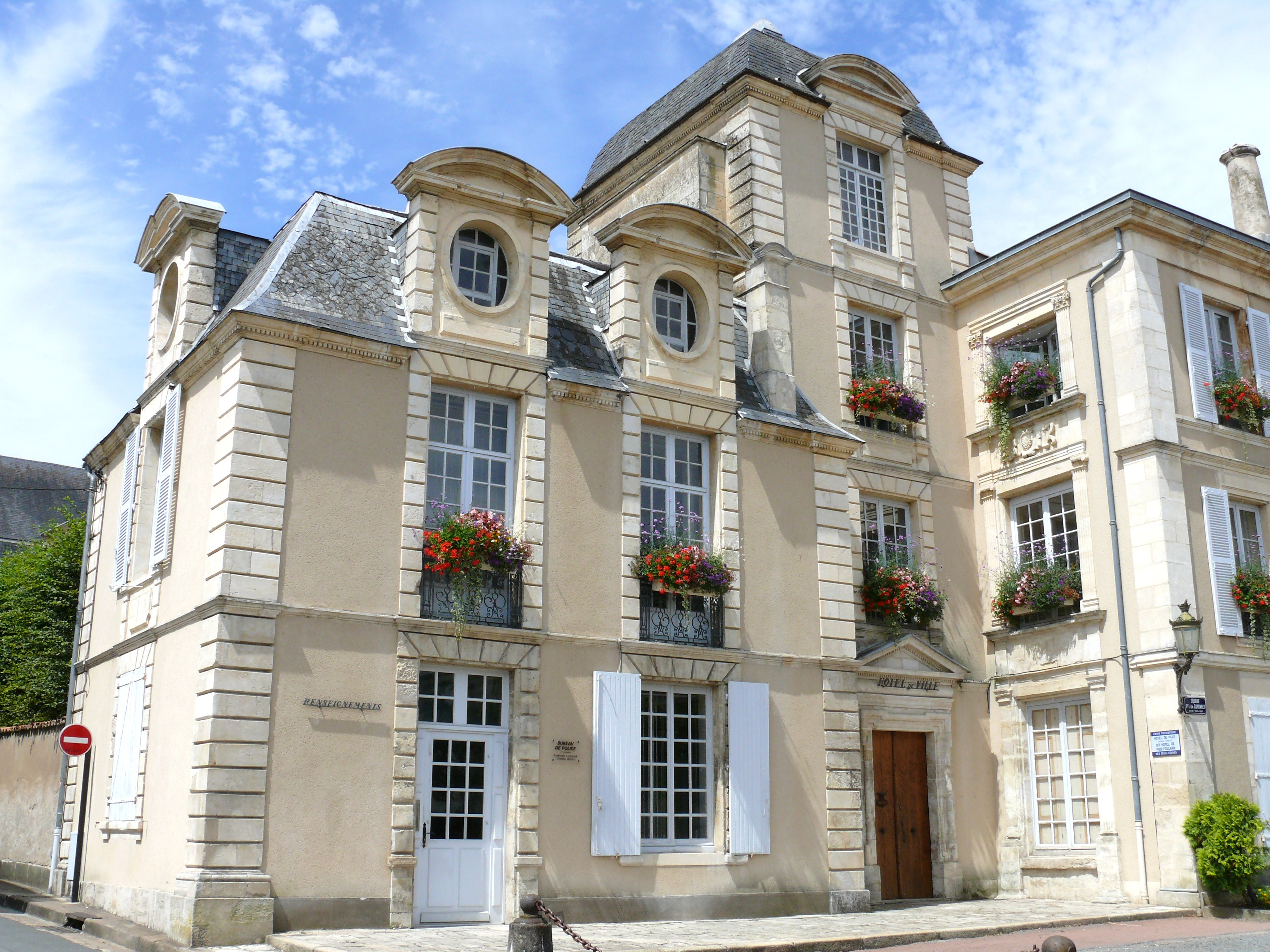
圣迈克桑莱科勒市政厅

圣迈克桑莱科勒的现任市长为斯泰凡·博德里先生（Stéphane BAUDRY），他是生态世代的一名成员，在2020年的市政选举中获得了50.46%的支持率。
| 圣迈克桑莱科勒历届市长 | 圣迈克桑莱科勒历届市长            | 圣迈克桑莱科勒历届市长                                                 |
| 任期                   | 市长                              | 党派                                                                   |
| ---------------------- | --------------------------------- | ---------------------------------------------------------------------- |
| 1944年－1957年         | Léon GUYONNET 莱昂·居约内         | 不详                                                                   |
| 1957年－1959年         | Paul FAVREAU 保罗·法夫罗          | 不详                                                                   |
| 1959年－1970年         | Jacques FOUCHIER 雅克·富希耶      | CNIP全国独立人士与农民中心 →CD法国民主中心                             |
| 1970年－1977年         | Louis BREBION 路易·布勒比永       | 無黨籍                                                                 |
| 1977年－1989年         | Camille LAMBERTON 卡米耶·朗贝尔通 | PS社会党 →DVG左翼无党派人士                                            |
| 1989年－2020年         | Léopold MOREAU 莱奥波尔德·莫罗    | UDF法国民主联盟 →PR法国共和人党 →DL民主自由 →UMP人民运动联盟 →LR共和黨 |
| 2020年－               | Stéphane BAUDRY 斯泰凡·博德里     | GÉ生態世代                                                             |

### 各级选举
| 圣迈克桑莱科勒历届投票选举结果 | 圣迈克桑莱科勒历届投票选举结果 | 圣迈克桑莱科勒历届投票选举结果 | 圣迈克桑莱科勒历届投票选举结果 | 圣迈克桑莱科勒历届投票选举结果 | 圣迈克桑莱科勒历届投票选举结果 | 圣迈克桑莱科勒历届投票选举结果 | 圣迈克桑莱科勒历届投票选举结果 | 圣迈克桑莱科勒历届投票选举结果 | 圣迈克桑莱科勒历届投票选举结果 |
| 选举项目                       | 选举范围                       | 选区单位                       | 选区单位内的选举结果           | 选区单位内的选举结果           | 选区单位内的选举结果           | 选区单位内的选举结果           | 选区单位内的选举结果           | 选区单位内的选举结果           | 参考资料                       |
| 选举项目                       | 选举范围                       | 选区单位                       | 第一轮胜出者                   | 第一轮胜出者                   | 支持率                         | 第二轮胜出者                   | 第二轮胜出者                   | 支持率                         | 参考资料                       |
| ------------------------------ | ------------------------------ | ------------------------------ | ------------------------------ | ------------------------------ | ------------------------------ | ------------------------------ | ------------------------------ | ------------------------------ | ------------------------------ |
| 2017年法國總統選舉             | 法國                           | 市镇                           |                                | 玛丽娜·勒庞                    | 23.3%                          |                                | 埃马纽埃尔·马克龙              | 63.74%                         | [ 23 ]                         |
| 2017年法国立法选举             | 德塞夫勒省第二选区             | 市镇                           |                                | 克里斯蒂娜·海因茨              | 32.48%                         |                                | 代尔菲娜·巴托                  | 54.22%                         | [ 23 ]                         |
| 2019年欧洲议会选举             | 法國                           | 市镇                           |                                | 若尔丹·巴尔代拉                | 25.15%                         | （不适用）                     | （不适用）                     | （不适用）                     | [ 25 ]                         |
| 2021年法国省级选举             | 德塞夫勒省                     | 县                             |                                | 卡特里娜·佩洛 让-弗朗索瓦·勒努 | 29.16%                         |                                | 卡特里娜·佩洛 让-弗朗索瓦·勒努 | 53.9%                          | [ 26 ]                         |
| 2021年法国省级选举             | 德塞夫勒省                     | 市镇                           |                                | 卡特里娜·佩洛 让-弗朗索瓦·勒努 | 34.53%                         |                                | 卡特里娜·佩洛 让-弗朗索瓦·勒努 | 60.57%                         | [ 26 ]                         |
| 2021年法国大区选举             |                                | 市镇                           |                                | 埃德维热·迪亚兹                | 23.93%                         |                                | 尼古拉·蒂埃里                  | 26.98%                         | [ 27 ]                         |
| 2022年法国总统选举             | 法國                           | 市镇                           |                                | 埃马纽埃尔·马克龙              | 28.33%                         |                                | 埃马纽埃尔·马克龙              | 55.9%                          | [ 23 ]                         |
| 2022年法国立法选举             | 德塞夫勒省第二选区             | 市镇                           |                                | 代尔菲娜·巴托                  | 33.82%                         |                                | 代尔菲娜·巴托                  | 58.34%                         | [ 23 ]                         |

## 人口
2020年，圣迈克桑莱科勒市镇人口数量为7,243，在法国排名第1,471位。其中男性3,826人，女性3,417人，75岁及以上人口占10.5%，外籍人口数量为293人，人口密度为1,388人/平方公里，当地居民被称为（男性）或（女性）。2021年，圣迈克桑莱科勒境内出生63人，死亡人口105人。
| 圣迈克桑莱科勒1901年－2020年人口变化情况 |
|                                          |
| 数据来源：Cassini、INSEE                 |

## 经济
圣迈克桑莱科勒是一个区域性的中心城市。截至2023年11月，圣迈克桑莱科勒市镇范围内共有各类用人单位（包含自雇）766家，平均历史为19年，其中98.98%为中小型企业（PME），2023年9月至11月间，当地的经济活力指数为0。（工程器械）、（燃料）及（广告策划）是当地2021年营业额最高的三个企业，分别为18,650,840欧元、10,213,508欧元和5,559,668欧元。

## 财政与居民收入
2021年，圣迈克桑莱科勒的财政收入总额为7,997,640欧元，财政支出总额为7,202,090欧元，当年的债务总额为3,169,560欧元。2021年，圣迈克桑莱科勒市镇通过增值税获得373,420欧元的收入，此外当地还共获得了329,870欧元的国家直接财政补助。
2019年，圣迈克桑莱科勒的人均月收入总额为1,920欧元，其中高级职员为3,812欧元，低于法国平均水平（4,230欧元）；中级职员为2,207欧元，低于法国平均水平（2,411欧元）；普通职员为1,666欧元，亦低于法国平均水平（1,740欧元）。
2020年，圣迈克桑莱科勒境内的贫困率为20%，青壮年（15至64岁）失业率为12.6%；2022年，当地33.9%的家庭拥有纳税资格，平均纳税1,861欧元，X于法国平均水平（4,393欧元）。

## 社会事务

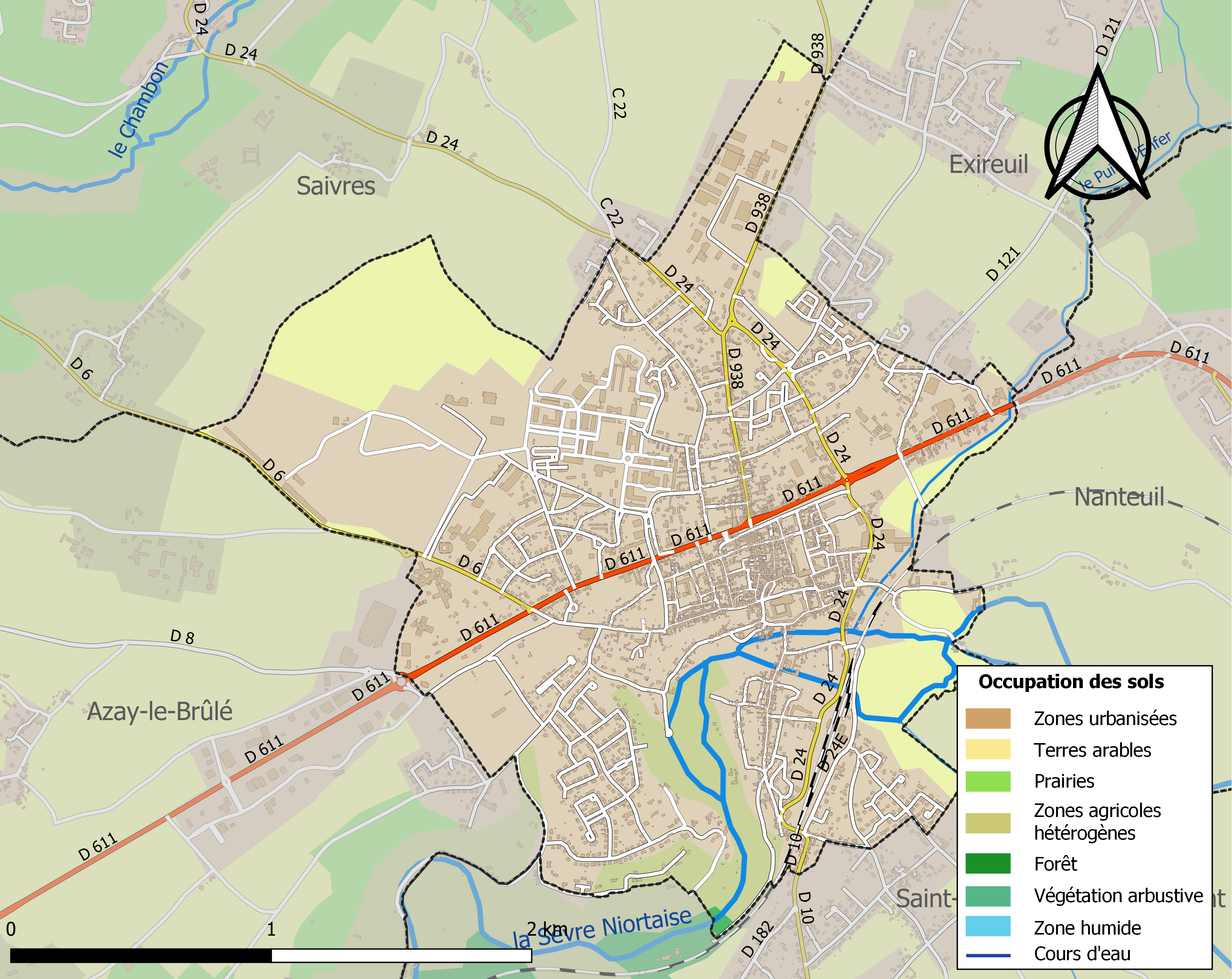
圣迈克桑莱科勒土地利用情况地图

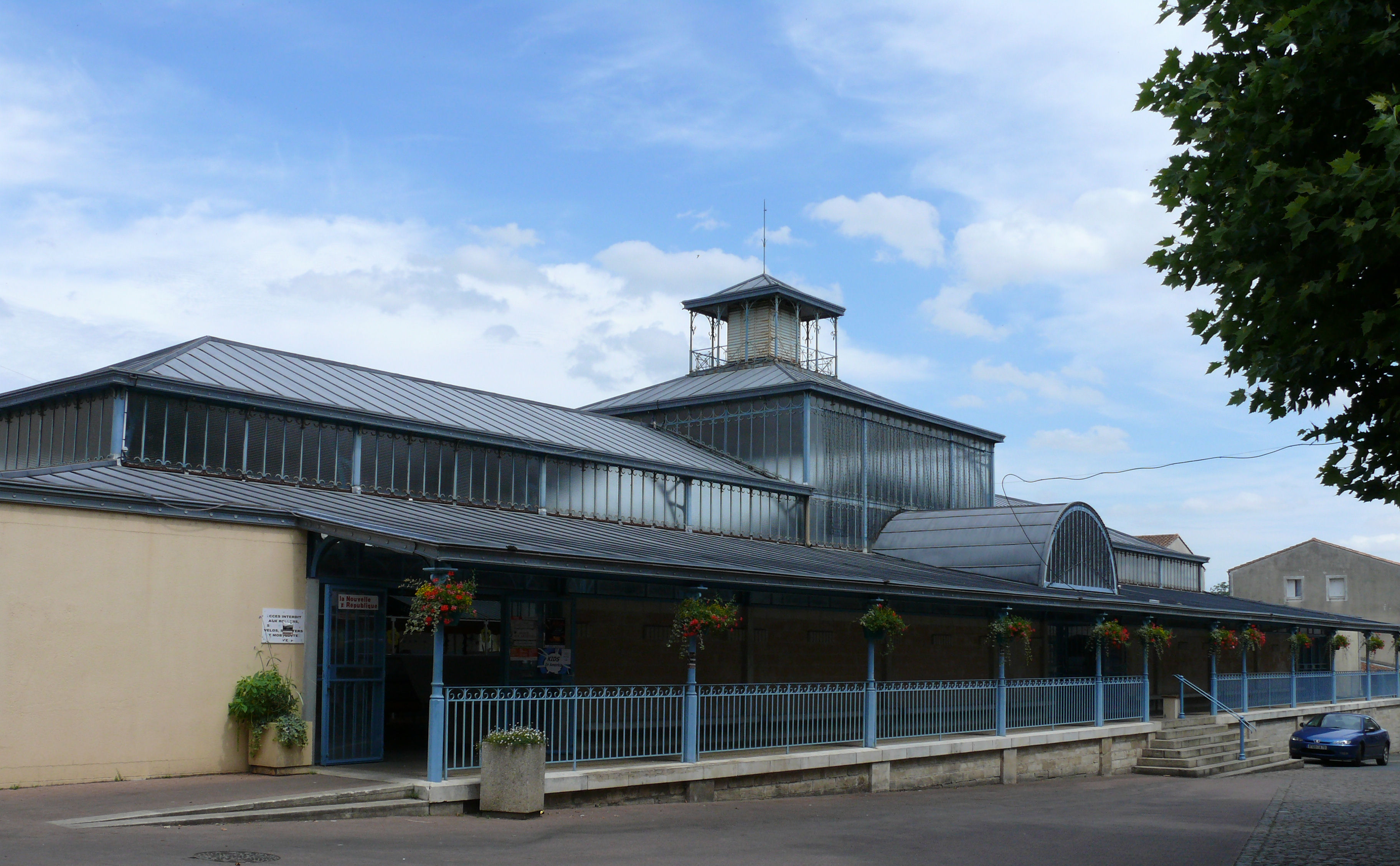
集市大堂

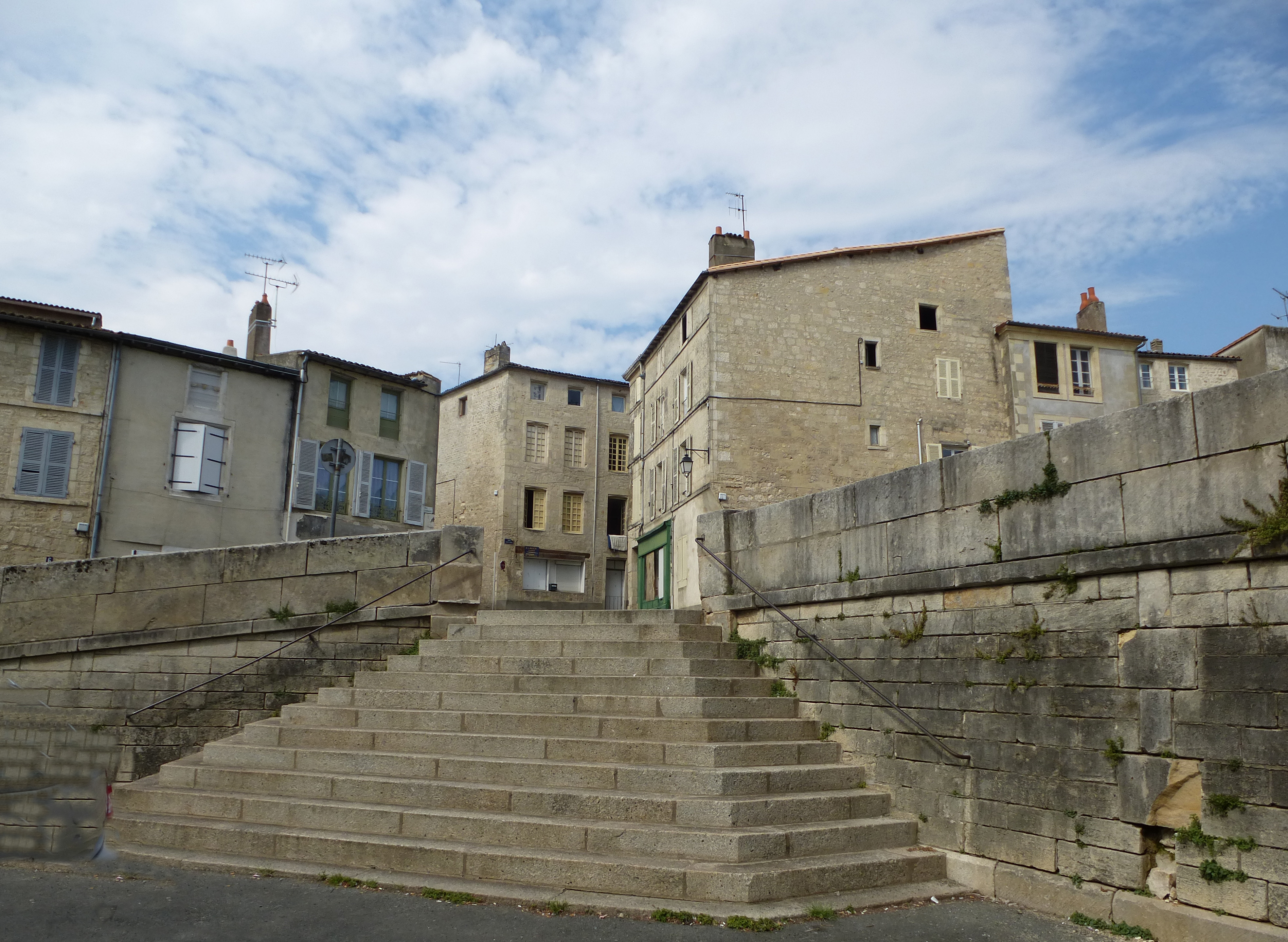
老城的一处石阶

### 教育
圣迈克桑莱科勒属于普瓦捷学区。截至2021年1月1日，圣迈克桑莱科勒境内共有2所幼儿园、4所小学、2所初级中学和1所普通高中。2021至2022学年度，圣迈克桑莱科勒境内共有在校中等教育阶段学生1,492名。

### 医疗
截至2021年1月1日，圣迈克桑莱科勒境内共有全科医生9名、保健师6名、牙医4名、护士24名和助产士3名。境内共有药房3家、养老院2家。
距离圣迈克桑莱科勒最近的区域性医疗机构为上塞夫勒河谷-梅卢瓦社会医疗集团（Groupe hospitalier et médico-social du Haut Val de Sèvre et du Mellois），其主病区位于圣迈克桑莱科勒市区西部，该院设有床位114个。

### 住房
2020年，圣迈克桑莱科勒境内共有各类住房3,523套，其中65.4%为独立式居民区，34.4%为集中式居民区。常住房屋占圣迈克桑莱科勒市镇范围内居民建筑总量的81.2%。
在住房保障政策方面，2022年，圣迈克桑莱科勒境内共有804户家庭获得了住房经济补助，受益人数占总人口数量的12.7%，其中781份为房租补助。

### 商业
2021年，圣迈克桑莱科勒境内共有各类实体商铺102家，其中餐厅21家、大型超市3家、面包房4家、装饰品店1家、银行门店6家、美容美发店8家、汽车维修店4家。市区东北部建有一家Intermarché购物商场。

### 体育
2021年，圣迈克桑莱科勒境内共有2家游泳池、4间体育馆、3座综合体育场、8处网球场、4处足球或橄榄球场以及1处篮球或排球场。
截至2023年11月，圣迈克桑地区体育会（Union Sportive Pays Maixentais，编号581234）是圣迈克桑莱科勒境内唯一的一家注册足球俱乐部，其主队2023至2024赛季参加德塞夫勒省足球联赛甲组（法国第九级别），其主场为保罗·韦永球场（Stade Paul Veillon）。

### 环境
圣迈克桑莱科勒的环境事务由其所属的上塞夫尔河谷市镇公共社区联合各级政府协调负责。2021年，圣迈克桑莱科勒境内暂无污染企业。

### 治安
2021年，圣迈克桑莱科勒市镇范围内有1处宪兵队。
圣迈克桑莱科勒及其附近的共139个市镇是尼奥尔国家宪兵队（zone gendarmerie de Niort）的管辖范围。2020年，该宪兵队累计记录各类案件3,815起，其中盗窃类案件1,828起，经济类案件591起，毒品交易类案件204起。

## 文化

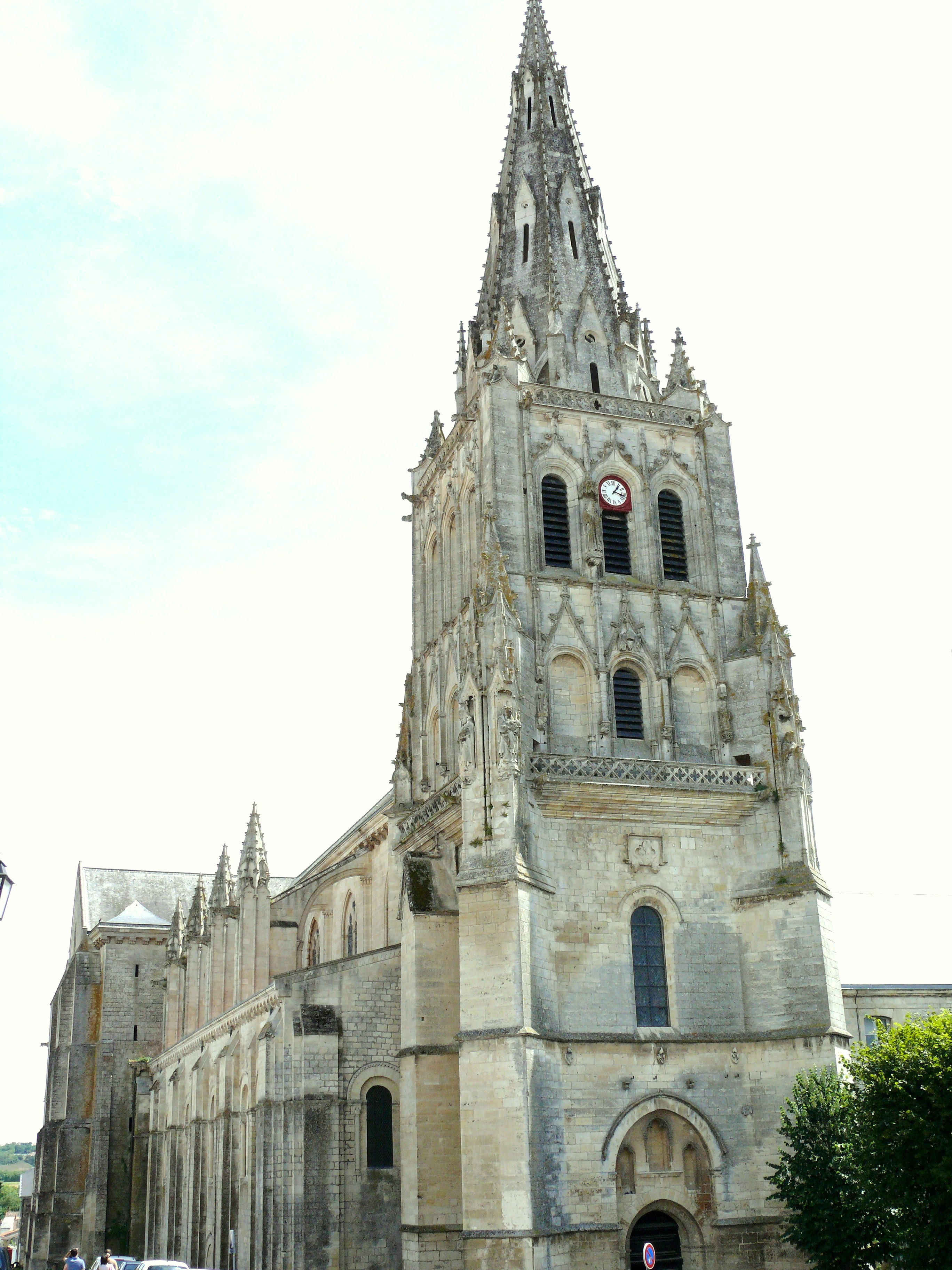
修道院堂

2021年，圣迈克桑莱科勒境内暂无任何文化设施。圣迈克桑莱科勒境内建有市际多媒体中心（Médiathèque Intercommunale），每周二至六向公众开放。

### 建筑
圣迈克桑莱科勒境内有多处历史建筑，其中圣迈克桑修道院堂、圣莱热教堂遗址、沙隆城门（Porte Châlon de Saint-Maixent-l'École）等为法国国家文物保护单位。

### 旅游
圣迈克桑莱科勒的旅游事务由其所属的上塞夫尔河谷市镇公共社区负责。2023年，圣迈克桑莱科勒境内共有2家酒店共计43间房间；另有1个露营地，可容纳共100辆露营车。

### 媒体
法国主要的媒体均可在圣迈克桑莱科勒接收，法国电视三台下属的新阿基坦大区频道在部分时段播出圣迈克桑莱科勒所在德塞夫勒省的地方新闻。《中西部新共和国报》、蓝色法兰西普瓦图广播、云雀广播等是当地主要的地方性媒体。

## 相关人物
法国哲学家卡瓦耶斯、军事家阿里斯蒂德·当费尔-罗什罗和漫画家雷吉·卢瓦塞尔出生于圣迈克桑莱科勒。

## 友好城市
截至2023年11月，圣迈克桑莱科勒共与两座城市建立了友好城市关系：
- 英格兰 霍舍姆
- 義大利 艾罗拉